# Berliner Illustrirte Zeitung

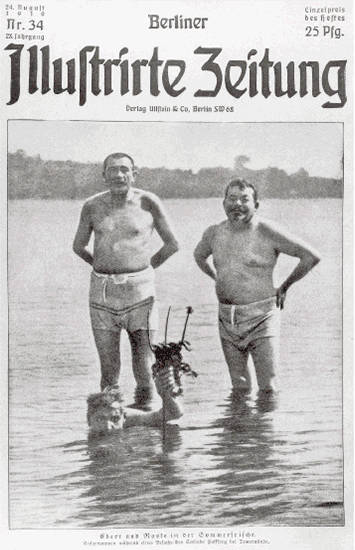
Reichspräsident Ebert und Reichswehrminister Noske in der Ostsee, 1919

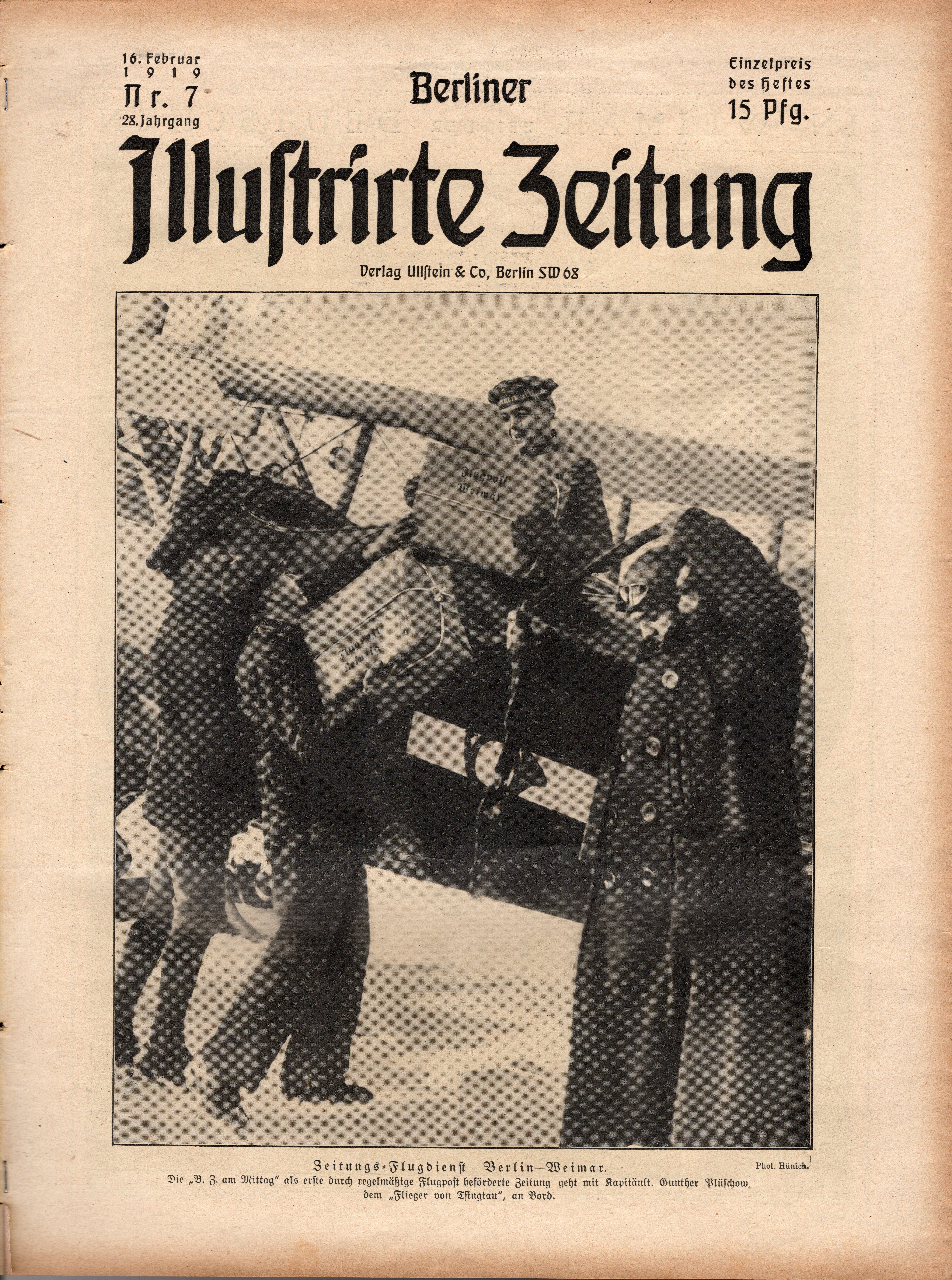
Berliner Illustrirte Zeitung, Nr. 7, 28. Jahrgang, 16. Februar 1919, Zeitungsflugdienst Berlin – Weimar

Die Berliner Illustrirte Zeitung (BIZ) war die auflagenstärkste deutsche Zeitschrift ihrer Zeit. Sie erschien von 1891 bis 1945. 1931 war sie mit fast zwei Millionen verlegten Exemplaren die zweitverbreitetste Illustrierte weltweit.

## Geschichte

### 1890–1894
Am 14. Dezember 1891 erschien eine Probenummer der neuen Berliner Illustrirten Zeitung. Herausgeber war der  schlesische Textilfabrikant Siegfried Salomon Hepner. Der Titel war an die Illustrirte Zeitung in Leipzig angelehnt. Am 4. Januar 1892 erschien die erste reguläre Ausgabe. Die Illustrationen waren mit Zeichnungen und Holzschnitten gestaltet.
Seit 1892 war Dr. Otto Eysler Mitherausgeber. Seit diesem Jahr wurde die Zeitschrift in der Druckerei von Leopold Ullstein gedruckt. 1893 hatte sie eine Auflage von etwa 14.000 Exemplaren.

### 1894–1933
1894 übernahm Leopold Ullstein die Herausgeberschaft.
Er orientierte die Zeitschrift mehr auf Unterhaltung und ein breites Themenspektrum. Durch das neue Medium Fotografie konnten die Titelblätter attraktiver gestaltet werden. Er ließ  außerdem die einzelnen Nummern  durch Verkäufer an Wohnungstüren anbieten und löste so das starre Abonnementsystem auf. (Ein Straßenverkauf war in dieser Zeit in der Regel noch  nicht möglich.) Ein Exemplar kostete nur 10 Pfennig, was auch für einkommensschwachere Käufer möglich war. Durch spannende Fortsetzungsromane oder interessante Themen sollten möglichst viele zum Kauf bewegt werden (wie bei Kolportageromanen).
So konnten die Auflagenzahlen rasch auf etwa 50.000 um 1900  gesteigert werden.
Technische Innovationen wie der Offsetdruck, die Zeilensetzmaschine oder die Verbilligung der Papierherstellung führten zu weiteren Verbesserungen der Qualitat und des Umsatzes.
Seit 1901 war es außerdem möglich, aktuelle Fotos im Innenteil des Blattes abzudrucken. Dies galt als unerhörte Neuerung.  Nachdem der Straßenverkauf 1904 erlaubt wurde, stiegen die Verkaufszahlen durch Straßenhändler und Kioske weiter an.
Es konnte auch  auf aktuelle Ereignisse schnell reagiert werden.
So wurde im April 1912 die Produktion der bereits im Druck befindlichen Ausgabe Nr. 16 angehalten, als die Nachricht vom Untergang des Ozeanriesen Titanic eintraf. Kurzerhand ersetzte man ein bis dahin vorgesehenes halbseitiges Foto der Akropolis durch ein Foto der Titanic.
Die Berliner Illustrirte Zeitung bemühte sich immer wieder um spektakuläre Darstellungen.
So veröffentlichte sie  am Tag der Vereidigung des ersten Reichspräsidenten Friedrich Ebert am 21. August 1919 ein Foto von ihm in Badehose in der Ostsee, mit Reichswehrminister Gustav Noske, das von vielen Zeitgenossen als despektierlich empfunden wurde. 1928 gelang es dem Starfotografen Erich Salomon, ein Foto aus einem Mordprozess zu veröffentlichen, wo Fotografieren eigentlich untersagt war.
1931 war die Berliner Illustrirte Zeitung mit etwa 1,95 Millionen verkauften Exemplaren (nach Verlagsangaben) die auflagenstärkste Zeitschrift Europas und die zweitgrößte Illustrierte weltweit.

### 1933–1945

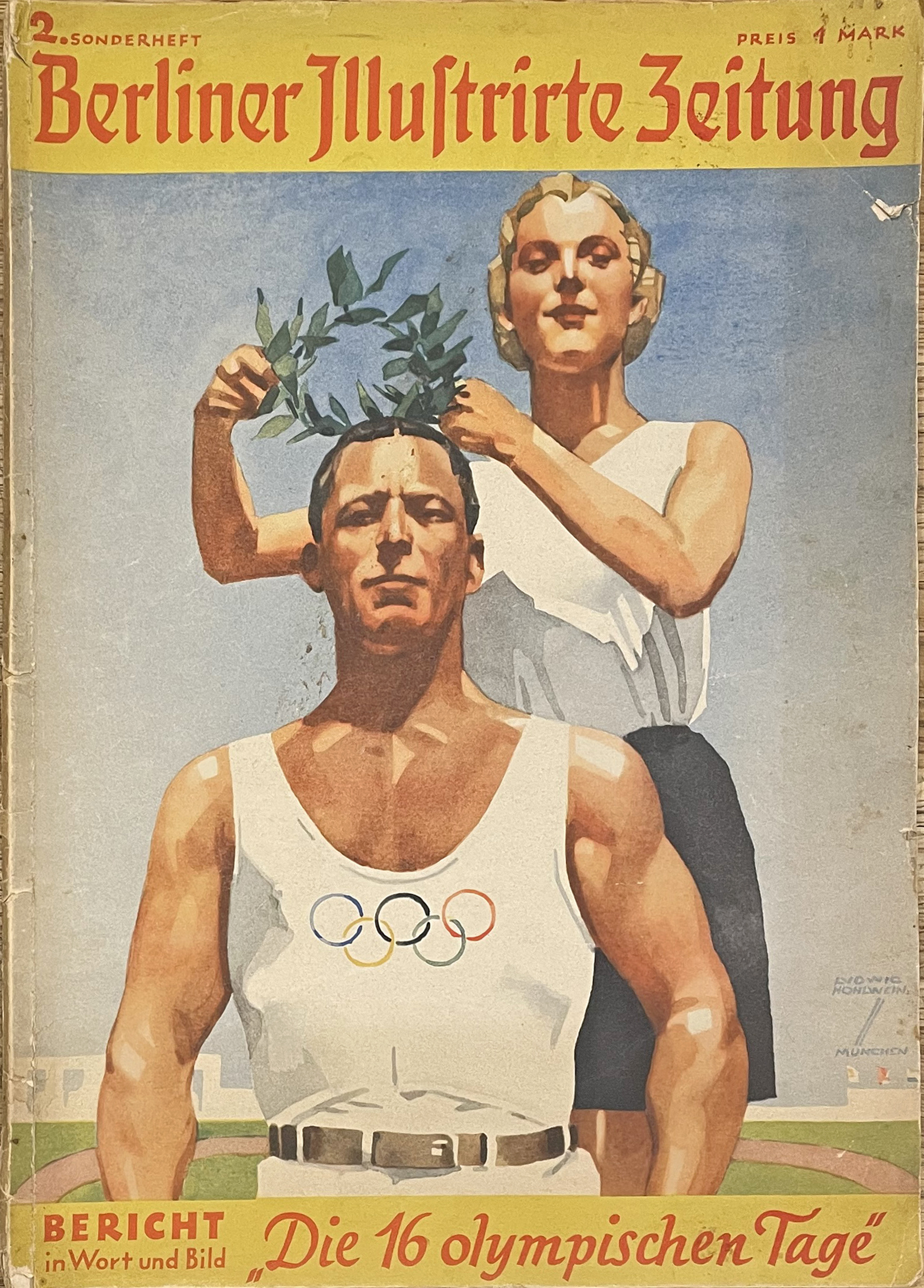
Sonderheft „Die 16 olympischen Tage“ 1936, Umschlagzeichnung Ludwig Hohlwein

Nach der Machtübernahme der Nationalsozialisten Anfang 1933 wurde auf den Ullstein Verlag starker Druck ausgeübt, seine jüdischen Mitarbeiter zu entlassen. So musste auch der langjährige Chefredakteur Kurt Korff im März  1933 die Zeitung verlassen.
Die Familie Ullstein musste den Verlag 1934 verkaufen.
Die Berliner Illustrirte Zeitung wurde als Unterhaltungszeitschrift weitergeführt, allerdings stärker in nationalsozialistischer Ausrichtung.
Nach dem Beginn des Zweiten Weltkrieges 1939 wurden  gezielt Reporter in Kriegsgebiete geschickt, um unmittelbar davon zu berichten.
So war der Fotograf  Eric Borchert 1941 Teil einer  Propagandakompanie in Afrika und veröffentlichte Fotos von dort.
1941 änderte die Redaktion den Namen in „Illustrierte Zeitung“ (mit e). 1944 war sie die letzte der zwölf unabhängigen Illustrierten von 1939, die noch selbstständig bestand.
Am 29. April 1945 wurde die letzte Ausgabe hergestellt, als schon sowjetische Panzer  das Ullsteinhaus beschossen.

## Inhalt

### Übersicht

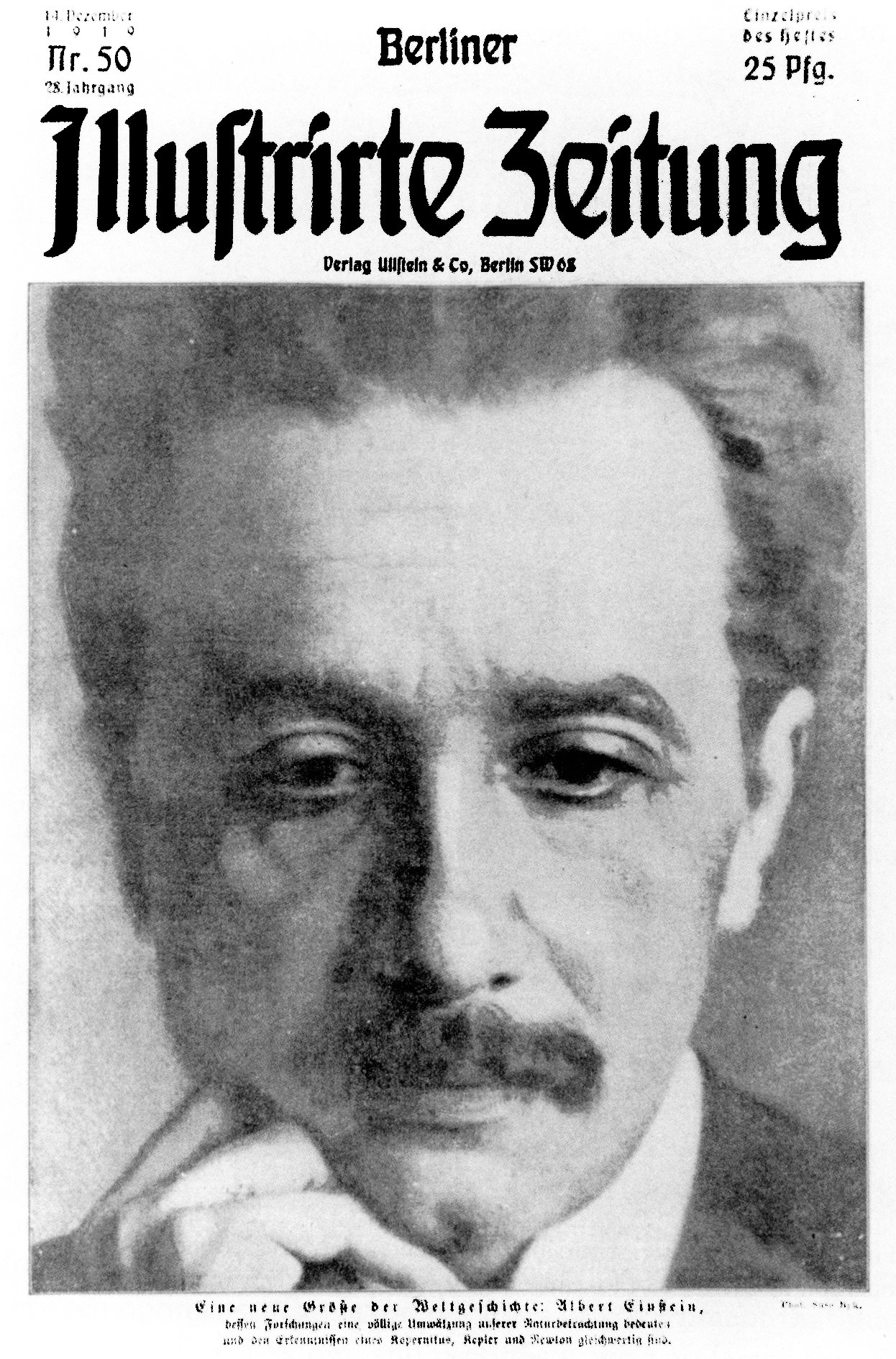
Albert Einstein, 1919

Die Berliner Illustrirte Zeitung enthielt in ihren Ausgaben ein breites Spektrum an Themengebieten, das für die Leser interessant sein sollte, viele wichtige Ereignisse in Politik und Zeitgeschehen, private Berichte und Fotos über bekannte Persönlichkeiten, zum Beispiel im Urlaub,  Reiseberichte aus  exotischen Gebieten, Artikel über Wissenschaft, Technik, Sport und andere Gebiete, Gedichte, Kurzgeschichten, ein Fortsetzungsroman, Rätsel, Karikaturen  und viel Werbung.
Die politische Grundhaltung  war bis 1933  liberal ausgerichtet und  um sachliche Ausgewogenheit bemüht, es wurde in der Regel niemand übermäßig beleidigt, wie dieses bei vielen anderen Zeitungen dieser Zeit üblich war.
1925 erschien in der Berliner Illustrirten Zeitung  das erste deutsche Kreuzworträtsel.
Es wurden immer wieder spektakuläre Fotos veröffentlicht, so zeigte eines der ersten getötete Offiziere eines Schiffsunglücks.

### Fortsetzungsromane und -serien
Zu der Berliner Illustrirten Zeitung gehörte immer ein Fortsetzungsroman, wie in anderen Zeitungen und Zeitschriften dieser Zeit auch.
Dabei wurde meist auf eine mehrfache Vermarktung gesetzt,  die Texte erschienen danach auch als Bücher und wurden außerdem in anderen Ullstein-Zeitschriften beworben.
Besonders erfolgreich wurden zwei Romane von Vicki Baum 1928  und 1929. Eine Romanveröffentlichung des späteren Literaturnobelpreisträgers Gerhart Hauptmann in der Zeitschrift 1922 wurde diesem  später von Literaturkritikern   als Indiz für eine angeblich  mindere Qualität des Textes vorgehalten. Von 1930 ist eine kleine Aluminiummünze erhalten, die für den nächsten Roman von Carl Bulcke warb.
Besonders beliebt waren auch die Bildgeschichten Vater und Sohn  von E. O. Plauen (Erich Ohser) in den Jahren von 1934 bis 1937. Für manche Leser enthielten sie auch  „diffizile Satiren auf die Nationalsozialisten“.
Einige Fortsetzungsromane waren
- Fedor von Zobeltitz, Eine junge Dame von Welt, 1917
- Ludwig Wolff, Die Kwannon von Okadera, 1920
- Rudolf Stratz, Schloß Vogelöd. Die Geschichte eines Geheimnisses, 1920/21, Krimi
- Olga Wohlbrück, Athleten, 1921
- Gerhart Hauptmann, Phantom, 1922
- Ludwig Wolff, Die Prinzessin Suwarin, 1922
- Ludwig Wolff, Garagan, 1924
- Werner Scheff, Der Mann im Sattel, 1924
- Felix Hollaender, Der Demütige und die Sängerin, 1924
- Bruno Frank, Der Baron Trenck, 1926
- Vicki Baum, Feme, 1926

- Vicki Baum, Stud. chem. Helene Willfüer, 1928, die Auflage wurde auf etwa zwei Millionen Exemplare erhöht
- Vicki Baum, Menschen im Hotel, 1929
- Carl Bulcke, ... und so verbringst du deine letzten Tage, 1930, mit Werbemünzen
- Fred Andreas, Ein Mann will nach Deutschland, 1940
- Gertrud von Brockdorff, Ein Sonntag im September, 1940

## Weitere Angaben
Auflagen
(Die Angaben waren vom jeweiligen Verlag und waren möglicherweise etwas zu hoch angegeben.)
- 1894 23.000
- um 1900 52.000
- 1913 700.000[12]
- 1915 1.000.000
- 1928 ca. 2.000.000, beim Fortsetzungsroman Stud. chem. Helene Willfüer[13]
- 1931 1.950.000[14]
- 1933 1.500.000
- 1938 1.200.000

Preise
- 1897 1,50 Mk. pro Vierteljahr[15]
- 1904 0,10 Mk. pro Ausgabe
- 1923 0,20 RM pro Ausgabe, nach der Inflation
- 1928 0,25 RM pro Ausgabe

Vertrieb
Die Berliner Illustrirte Zeitung erschien wöchentlich jeweils am Donnerstag, als Erscheinungstag wurde aber der darauffolgende Sonntag angegeben. Einige Ausgaben wurden auch in andere Städte und in das Ausland versandt, zeitweise mit eigenen Flugzeugen (1926–1931), danach mit der Luft-Hansa.
Medienpreise
In den 1910er Jahren verlieh die BIZ den Menzelpreis für die beste Zeichnung des Jahres, den unter anderem Heinrich Zille und Fritz Koch gewannen.
Es gab auch einen Wettbewerb für Novellen bzw. Kurzgeschichten, den 1928 Arnold Zweig gewann.
Weitere wichtige Illustrierte
Zu den auflagenstärksten weiteren Illustrierten in dieser Zeit gehörten
- Die Woche, 1899–1944, bei Scherl, wurde als Konkurrenzblatt konzipiert, mit niedrigeren Auflagen
- Arbeiter-Illustrierte-Zeitung, 1921–1933/1938, verbreitete sozialistische Illustrierte, mit bis zu 400.000 Exemplaren
- Vu, 1928–1940, wichtigste französische Illustrierte, entstand nach dem Vorbild der Berliner Illustrirten Zeitung

## Persönlichkeiten
Leitende Mitarbeiter
- Siegfried Hepner, 1891–1894, erster Herausgeber
- Leopold Ullstein, 1894–1899, Verlagsinhaber und Herausgeber
- Kurt Szafranski, Leiter der Zeitschriftenabteilung des Ullstein Verlages
- Kurt Karfunkel, (dann Kurt Korff), 1905–1933, Chefredakteur[18]
- Harald Lechenperg, 1933, 1940, Hauptschriftleiter (= Chefredakteur)
- Carl Schnebel, 1936, Hauptschriftleiter
- Ewald Wüsten, 1933, 1936, stellvertretender Hauptschriftleiter

Autoren
In der Berliner Illustrirten Zeitung veröffentlichten zahlreiche Autoren.
Einzelne Texte erschienen auch von Thomas Mann, Erich Kästner, Arnold Zweig, Kurt Tucholsky, Carl Zuckmayer, Bertolt Brecht, Jakob Wassermann, Roda Roda,  Arthur Schnitzler, Maxim Gorki und anderen.
Illustratoren
Zu den Illustratoren gehörten Paul Simmel, Theo Matejko und der Karikaturist Erich Ohser (e.o.plauen), sowie  Willibald Krain und Otto Dix.
Fotografen
Die Berliner Illustrirte Zeitung bezog ihre Wirkung besonders durch spektakuläre Fotos.
Die wichtigsten Fotografen waren in den 1920er Jahren Erich Salomon (der durch einen Exklusivvertrag gebunden wurde), Martin Munkácsi, Otto und Georg Haeckel, weitere waren James Abbe, Wilhelm Braemer, Eduard und Alfred Frankl, Zander & Labisch, Alfred Groß (Grohs), Walter Gircke, John Graudenz, Franz und Max Gerlach, Mario von Bucovich, Georg Pahl, Willi Ruge (mit Fallschirmfotos), Robert Sennecke, Waldemar Titzenthaler,  Felix H. Man, Alfred Eisenstaedt, Wolfgang Weber, Walter Bosshard, Umbo, Erna Lendvai-Dircksen, Lotte Errell, Paul Wolff, André Kertész, Friedrich Seidenstücker, Man Ray und weitere. 1941 berichtete Eric Borchert von den Kriegsschauplätzen in Afrika.

## Nachfolgende Ausgaben
1960 kaufte der Berliner Verleger Axel Springer große Teile des Ullstein Verlages und auch die Rechte an der  Berliner Illustrirten Zeitung.
Um diese nicht verfallen zu lassen, ließ er einzelne Sonderausausgaben mit dem historischen Titel und Logo erscheinen.
Als erstes eine englische und deutsche Ausgabe über die Situation von West-Berlin kurz nach dem Mauerbau 1961, mit einem Titelfoto von  John F. Kennedy in Berlin, dann vom Papst-Besuch in Israel 1963, der Öffnung der Berliner Mauer 1989 und der Deutschen Einheit 1990. Seit 1984 erscheint in der Berliner Morgenpost eine Sonntagsbeilage mit diesem Titel, seit 2002 sogar mit dem historischen Zeitschriftenkopf in Frakturschrift.
2017 gab es eine Ausstellung Die Erfindung der Pressefotografie. Aus der Sammlung Ullstein 1894–1945 im Deutschen Historischen Museum in Berlin. Dort wurden viele Fotos und Informationen aus der Berliner Illustrierten Zeitung ausgestellt.
Die Neue Berliner Illustrierte (NBI) in Ost-Berlin bezog sich mit ihrem Namen auf die vorherige Zeitung Berliner Illustrierte. Sie erschien von 1945 bis 1991 und war eine der beliebtesten Zeitschriften in der DDR.

## Digitalisate
Einige Jahrgänge der Berliner Illustrirten Zeitung sind digital einsehbar.
- 1908 (Einzelausgaben), 1914, 1917 Archive
- 1914 Argonnaute
- 1915 Argonnaute
- 1916 Argonaute
- 1917 Argonnaute
- 1918 Argonnaute
- 1919 Argonnaute
- 1920, 1921, 1923 Argonnaute
- 1938 Argonnaute
- 1940 Argonnaute
- 1941 Argonnaute
- 1942, 1943, 1944 Argonnaute